# Puerta del Puente (Córdoba)

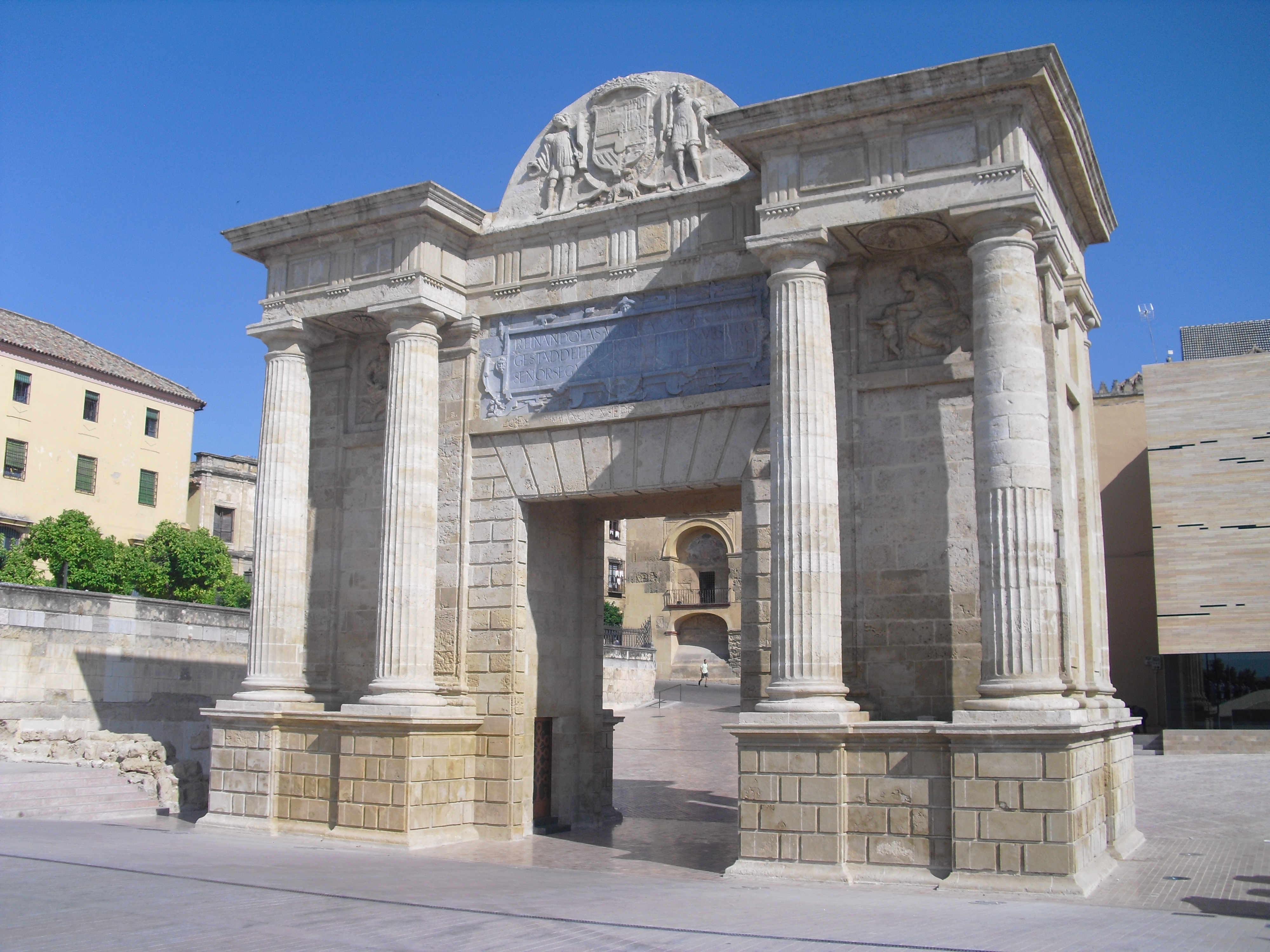
Puerta del Puente de Córdoba en una fotografía de 2011.

La puerta del Puente es una de las tres únicas puertas históricas que se conservan de la ciudad de Córdoba (España), junto a la puerta de Almodóvar y la puerta de Sevilla. Construida en el siglo XVI en estilo renacentista para conmemorar la celebración de las Cortes por el monarca Felipe II en la ciudad, la actual puerta se sitúa en un enclave donde antaño también se localizaron puertas romanas, uniendo la ciudad con el puente romano y la Vía Augusta, así como musulmanas.
Desde 1931, la puerta, conjuntamente con el puente romano y la torre de la Calahorra está declarada Bien de Interés Cultural en la categoría de monumento. Además, pertenece al centro histórico de Córdoba, declarado Patrimonio de la Humanidad.

## Historia
Entre los gobiernos de los emperadores romanos Tiberio y Claudio (mediados del siglo I) se erigió una puerta de acceso a la ciudad con tres vanos en este lugar, cuya importancia radica en la cercanía al río Guadalquivir y al puente romano, por donde pasaba la Vía Augusta. En época islámica se intensificó su relevancia debido a la protección que brindaba a la Mezquita y al Alcázar andalusí. Albergó variadas denominaciones como Bab al-Yazira (puerta de Algeciras), Bab al-Wadi (puerta del Río) o Bab al-Sura (puerta de la Estatua), aunque la más conocida es la actual Bab al-Qantara (puerta del Puente).

### Construcción

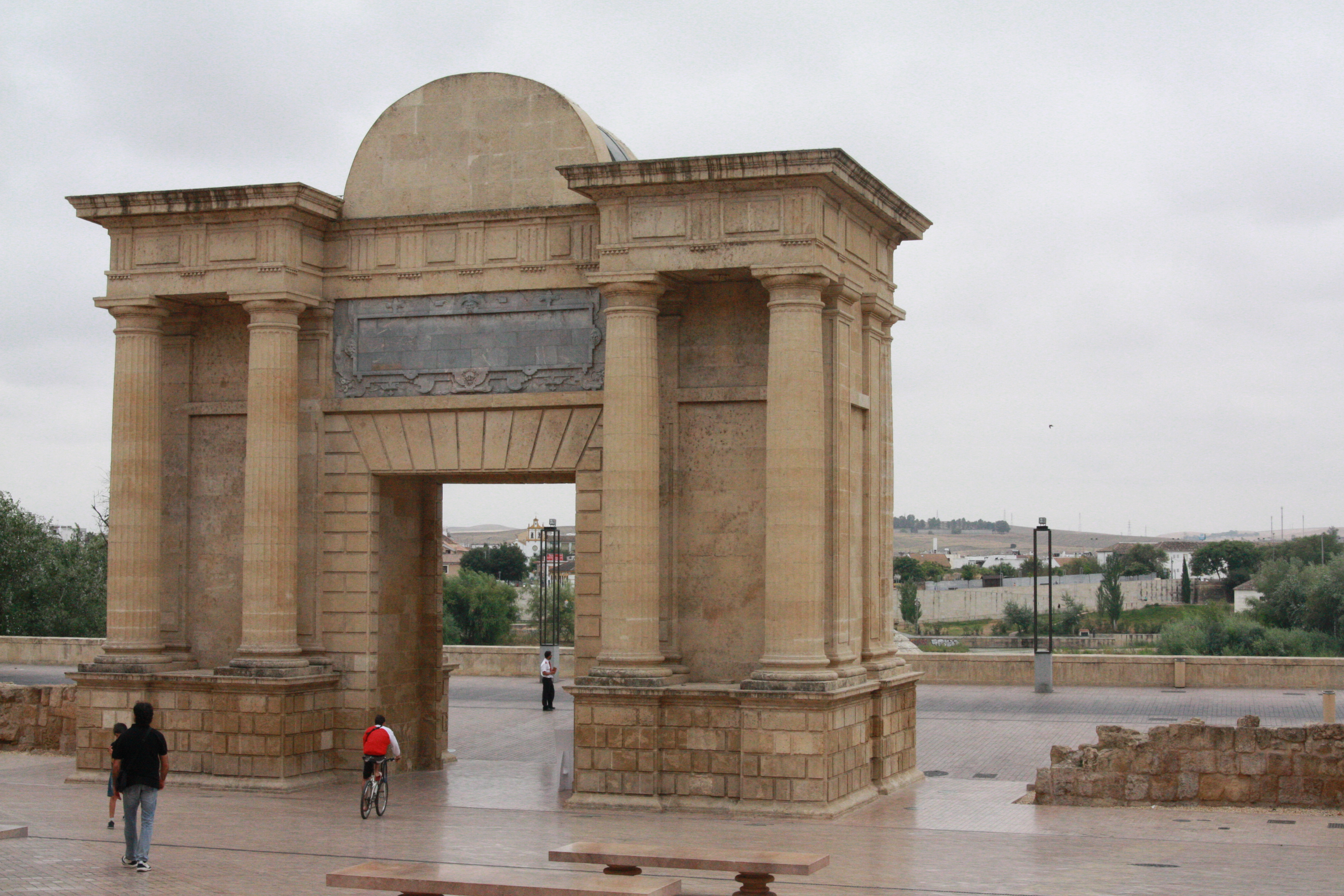
La puerta del Puente vista desde el interior

En el siglo XVI, las autoridades decidieron dotar a la ciudad de una mejor puerta debido al estado en que se encontraba la que ya existía en ese lugar desde hacía siglos y para conmemorar la celebración de las Cortes de Felipe II en 1570. Los motivos esgrimidos fueron principalmente que era una de las puertas principales de la ciudad, era por tanto la que recibía más trasiego de personas y aprovisionamientos, y la necesidad de agrandarla y embellecerla. Los motivos artísticos y urbanísticos fueron poderosos entre las autoridades de la ciudad, debido al interés por adecentar en lo posible la ciudad.
De esta manera el 18 de febrero de 1572 por orden del corregidor Alonso González de Arteaga se decide construir la puerta del Puente por Francisco de Montalbán, aunque pocos meses después, es Hernán Ruiz III quien se hizo cargo de la obra, debido a que el Concejo quiso erigir un acceso más monumental y espléndido. De esta manera casi se triplicó el presupuesto inicial (de 1.400 a 3.100 ducados). Sin embargo, parece ser que la obra quedó parada durante un tiempo en sus comienzos hasta prácticamente cuatro años después, en el año 1576, en el que Hernán Ruiz continuó con su trabajo. No obstante, debido posiblemente al endeudamiento del Cabildo Municipal de Córdoba y a la falta de fondos, la misma quedó inconclusa.

### Remodelaciones
En el año 1912, reinando Alfonso XIII, la zona en la que se ubicaba la puerta del Puente fue despojada de sus murallas y en 1928 el entonces alcalde José Sanz Noguer manda construir, imitando la parte frontal, el lado interior a modo de puerta conmemorativa, repitiendo en el lado interior las formas del lado exterior, aunque sin decoración ni inscripciones. Este hecho ha llevado a que muchos ciudadanos la denominen erróneamente como "arco del triunfo". A finales de los años 1950 se rebajó el nivel de todo el terreno que lindaba con la Puerta, hasta que se recuperó el nivel original del suelo, oculto por sucesivas edificaciones superpuestas unas a otras.
A principios del siglo XXI, se procedió a una primera limpieza de la puerta del Puente y, además, se realizaron unas catas arqueológicas en el subsuelo de la misma. En septiembre de 2005 comenzaron unas obras de restauración, dirigidas por el arquitecto Juan Cuenca y que contaban con un presupuesto de 1,2 millones de euros, para abrir la Puerta del Puente como centro expositivo y mirador; cuya inauguración se llevó a cabo en marzo de 2007 por el entonces presidente de la Junta de Andalucía Manuel Chaves y la alcaldesa de Córdoba Rosa Aguilar. En 2011 concluyeron unas obras, galardonadas con el premio Europa Nostra, en el entorno que nivelaron el terreno con el puente, eliminando el foso y permitiendo el acceso por debajo de la Puerta. A finales de junio de 2021 se adjudicaron unas obras de restauración por 116.000 euros a la empresa Antroju para solucionar la adhesiones de los morteros, muy deteriorados, que concluyeron el 24 de febrero de 2022.

## Descripción

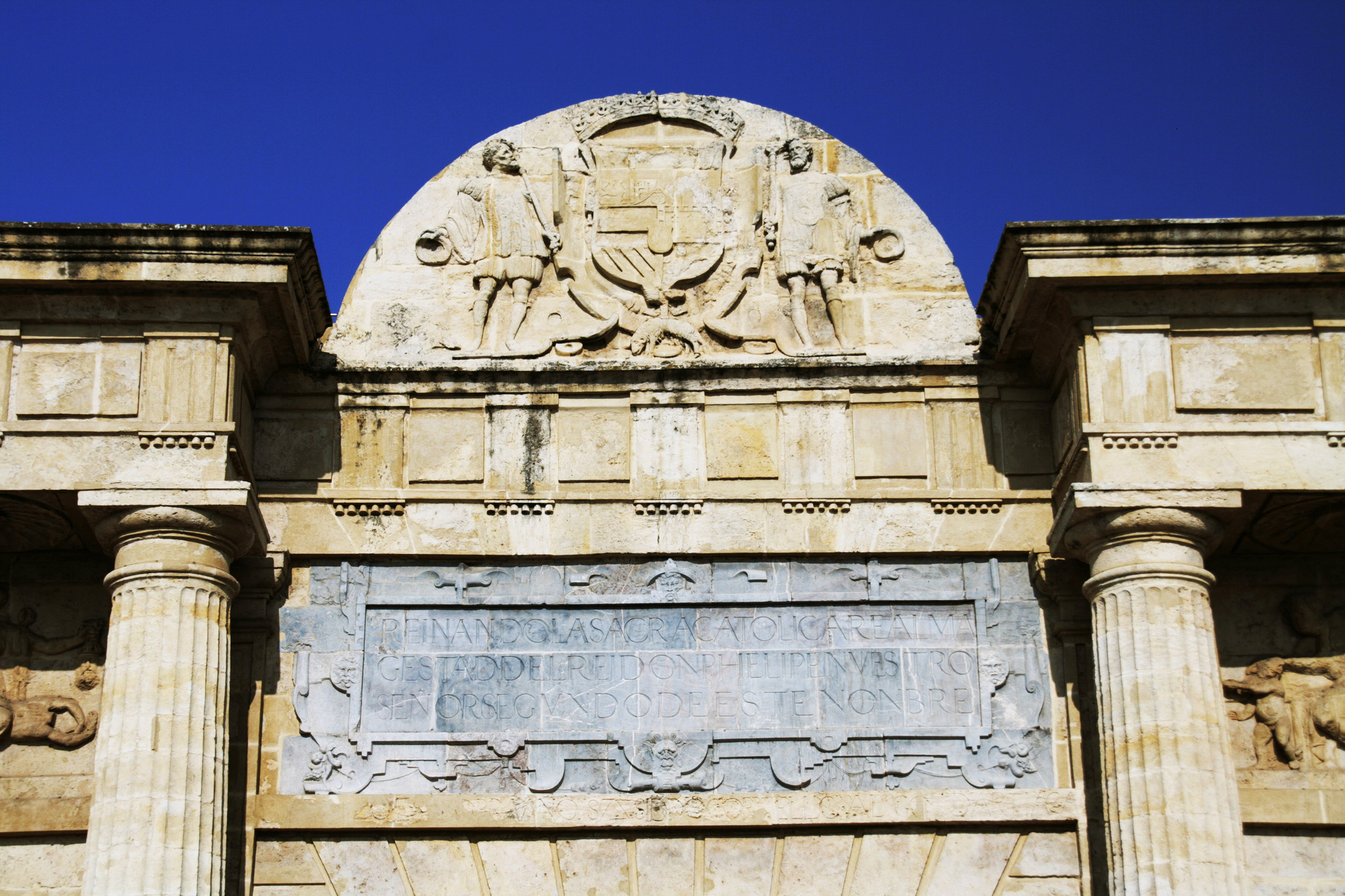
Inscripción en el dintel de la puerta del Puente de Córdoba

La puerta del Puente consta de altos basamentos donde se apoyan columnas estriadas de orden dórico que soportan un entablamento clásico donde figuran triglifos y metopas. Por encima del dintel de la Puerta se colocó una inscripción en la que se alude a la visita que el rey Felipe II hizo a Córdoba en el año 1570. La inscripción reza:

REINANDO LA SACRA CATOLICA REAL MAGESTAD DEL REI DON PHELIPE NVESTRO SEÑOR SEGVNDO DE ESTE NONBRE